# 鹦鹉马尼
鹦鹉马尼（1997年孵化），是一只在马来西亚出生的红领绿鹦鹉，它居住在新加坡。自2005年以来，它一直是占星师M. Muniyappan的 "助手"，在他位于小印度實龍崗路的算命店工作。
鹦鹉马尼成功預測2010年國際足協世界盃四分之一决赛的所有比赛以及西班牙和德国的半决赛結果。然而，马尼没有预测對西班牙-荷兰的决赛結果，它選擇荷兰是2010年世界杯的冠军。